# Rhabdomastix lipophleps
Rhabdomastix lipophleps là một loài ruồi trong họ Limoniidae. Chúng phân bố ở miền Tân bắc.